# Revolutionary Association of the Women of Afghanistan
Revolutionary Association of the Women of Afghanistan (RAWA) o Associació Revolucionària de les Dones de l'Afganistan (Persa:جمعیت انقلابی زنان افغانستان, Jamiʿa-e Enqelābi-ye Zanān-e Afghāniuān, Pashto:د افغانستان د ښڅو انقلابی جمعیت) és una organització de dones a Kabul (Afganistan), que promou els drets de les dones i la democràcia secular. Va ser fundada el 1977 per Meena Keshwar Kamal, un activista d'estudiant afganès que fou assassinada el febrer de 1987 per les seves activitats polítiques. El grup, el qual dona suport a estratègies no violentes, va tenir la seva oficina inicial a Kabul (Afganistan), però llavors es va moure al Pakistan a inicis de 1980.
L'organització té com a objectiu involucrar les dones de l'Afganistan en activitats tant polítiques com socials destinades a adquirir els drets humans de les dones i continuar la lluita contra el govern de l'Afganistan basant-se en principis democràtics i laics, no fonamentalistes, en què les dones poden participar plenament. RAWA també s’esforça pel desarmament multilateral. Des de 1977, el grup es va oposar a tots els sistemes de govern afganès: la República Democràtica de l'Afganistan, l'Estat Islàmic de l'Afganistan, l'Emirat Islàmic de l'Afganistan (1996-2001), la República Islàmica de l'Afganistan (2001-2021) i l'Emirat Islàmic d’Afganistan (a partir del 2021).

## Antecedents
RAWA es va iniciar per primera vegada a Kabul el 1977 com a organització social i política independent de dones afganeses que lluitaven pels drets humans i la justícia social. L'organització va traslladar parts del seu treball fora de l'Afganistan al Pakistan i hi va establir la seva base principal per treballar per a les dones afganeses.

## Fundadora

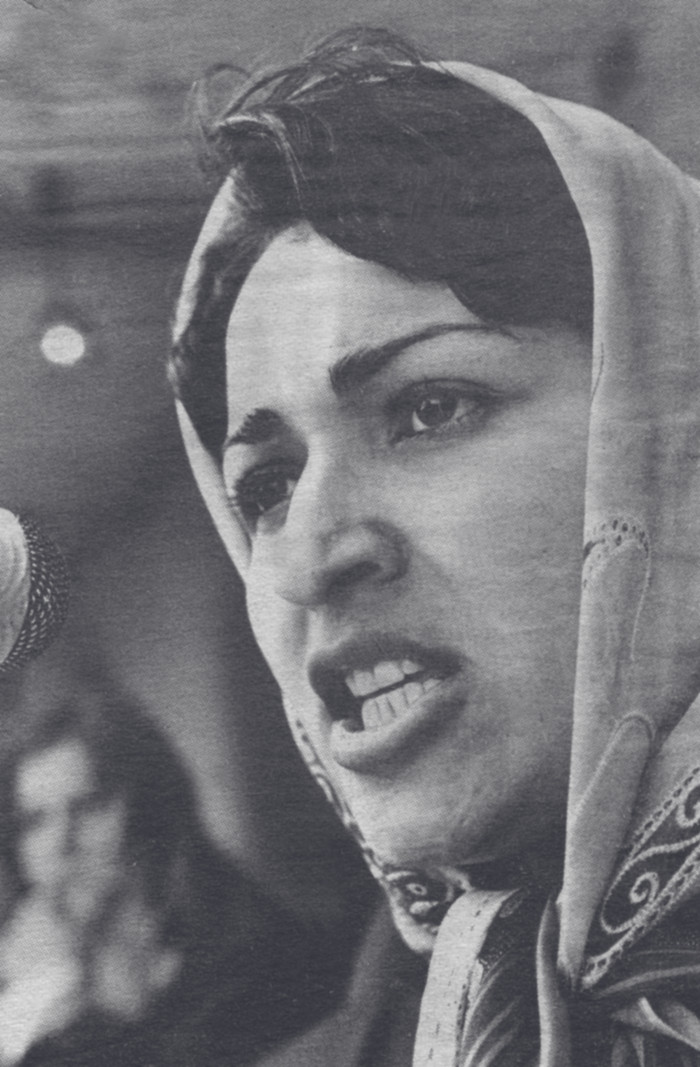
Meena Keshwar Kamal fundadora de RAWA

RAWA va ser fundada per un grup de dones afganeses dirigides per Meena Keshwar Kamal. Als 21 anys, va establir les bases de RAWA basant-se en l'experiència treballant en l'educació de dones. El 1979, Kamal va iniciar una campanya contra l'ocupació soviètica i el govern de l'Afganistan, recolzat pels soviètics.
El 1981 va llançar una revista bilingüe Payam-e-Zan (Missatge de les dones). El mateix any, va visitar França pel Congrés del Partit Socialista Francès. També va establir escoles per a nens refugiats afganesos, hospitals i centres d'artesania per a dones refugiades al Pakistan. Les seves activitats i punts de vista, així com la seva feina contra el govern i els fonamentalistes religiosos, van portar al seu assassinat el 4 de febrer de 1987.

## Activitats inicials

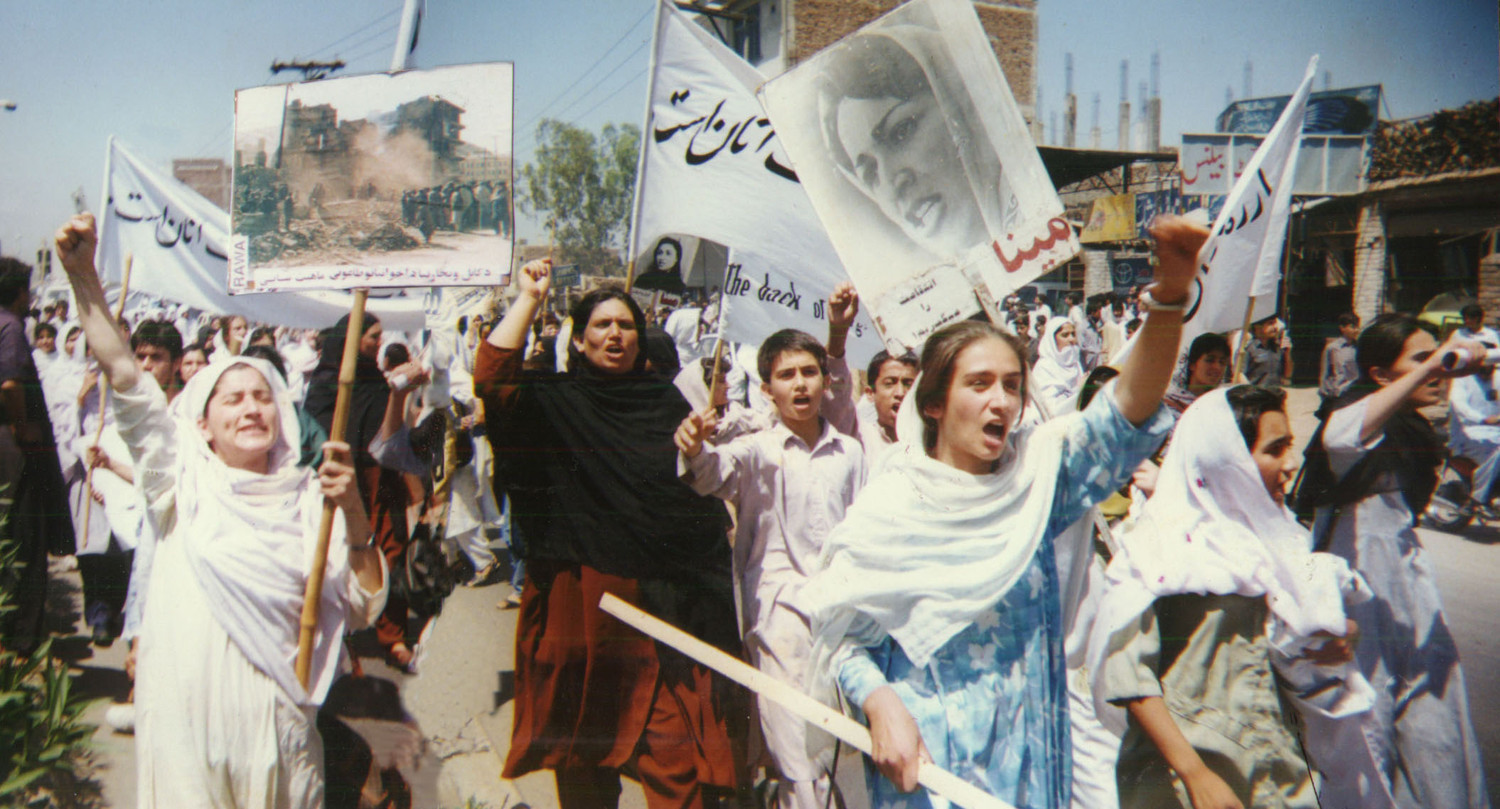
Una protesta de RAWA a Peshawar, Pakistan, el 28 d'abril de 1998

Molt dels esforços de RAWA en els anys 90 van consistir en organitzar seminaris, rodes de premsa i altres activitats per aconseguir finançament i fons al Pakistan. RAWA també creà escoles secretes, orfenats, curos de cures, i centres de manualitats per dones i noies al Pakistan i Afganistan. Secretament van filmar les dones que són colpejades al carrer a l'Afganistan per la policia religiosa Mutaween, i com eren executades. Les activitats de RAWA van ser prohibides pels Talibans i l'Aliança del Nord, però van persistir, i fins i tot publicitaren la seva feina amb publicacions com Payam-e-Zan.

## RAWA després de la invasió de 2001
RAWA ha sigut molt crítica amb la intervenció de l'OTAN que va començar el 2001, a causa de l'alta taxa de víctimes entre la població civil. L'organització va arribar a amenaçar de demandar al govern dels Estats Units per l'ús no autoritzat de quatre fotos del seu lloc web que es van utilitzar en fullets de propaganda llançats a diverses ciutats de l'Afganistan durant la invasió del 2001.
Després de la derrota del govern talibà, RAWA va advertir que les forces afganeses afins a l'OTAN eren tan fonamentalistes i perilloses com els talibans. Denunciaren que el govern dirigit pel president Hamid Karzai no tenia suport a la majoria de les zones de l'Afganistan i que els fonamentalistes aplicaven lleis que tracten injustament les dones tal com estaven sota els talibans. Aquestes afirmacions es recolzaren en informes dels mitjans de comunicació sobre el govern d'Herat, Ismail Khan, que creà un⁣ "Comitè per a la propagació de la virtut i la prevenció del vici" que obligà les dones a obeir estrictes codis de vestimenta i comportament, així com de molts informes de Human Rights Watch. Un informe publicat per Human Rights Watch el 2012 descrigué una situació en què les dones són castigades pel sistema judicial per haver intentat fugir dels abusos domèstics i també de tant en tant per ser víctimes de violacions. Digueren que Karzai "no vol o no pot adoptar una línia coherent contra les forces conservadores del país" i que la manca de millora de la situació de les dones a l'Afganistan després de deu anys era "impactant".

## Activitats recents
RAWA recapta fons per donar suport a hospitals, escoles i orfenats i encara té molts projectes a Pakistan i Afganistan, inclòs un projecte en col·laboració amb CharityHelp.org per a patrocinar orfanats. I des del 2006 celebren actes anuals el Dia Internacional de la Dona.
El 27 de setembre de 2006, un membre de la RAWA va aparèixer per primera vegada (potser en tota la història de RAWA) en una taula rodona debatent en un canal de televisió afganès local, TOLO TV. Va tenir un debat amb un representant d'un grup fonamentalista islàmic de línia dura. Va anomenar els màxims líders dels grups islamistes i els va qualificar de "criminals de guerra i responsables de la tragèdia en curs a l'Afganistan". Tolo TV censurà l'àudio de qualsevol ocasió on s'anomenessin aquells noms. 
El 7 d'octubre de 2006, la Missió de Dones Afganeses (AWM) va organitzar un esdeveniment de recaptació de fons per a RAWA a Los Angeles, Califòrnia. Eve Ensler era la principal convidada i la presentadora de ràdio Sonali Kolhatkar i Zoya, membre de RAWA, van estar entre les ponents. "Zoya" és un pseudònim d'un membre actiu del Comitè d'Afers Exteriors de RAWA que ha viatjat a molts països, inclosos els Estats Units, Espanya i Alemanya. El 2003 va rebre elogis internacionals per la seva biografia Zoya's Story - An Afghan Woman's Battle for Freedom. El juny de 2008, Zoya va declarar davant la Comissió de Drets Humans del Parlament alemany (Bundestag) per convèncer el govern alemany de retirar les seves tropes de l'Afganistan. 
El 2009, RAWA i altres grups de drets de les dones van condemnar fermament un "Codi de la Família xiïta" que es amb el qual es pretenia legalitzar la violació conjugal dins de les comunitats musulmanes xiïtes del nord-afganès, a més de recolzar el matrimoni infantil, i el purdah (aïllament) per a les dones casades, que va ser aprovat pel president Hamid Karzai i obtingué el suport al seu govern de coalició d’elements durs dins de les comunitats esmentades, així com de la veïna República Islàmica de l’Iran, dominada pels xiïtes. A més de l’anterior, el nou “Codi de família” també consagrà un estatus jurídic discriminatori en el context de l’herència i el divorci contra les dones.
El febrer de 2012, el grup va commemorar el 25è aniversari de la mort de la fundadora de la RAWA, Meena Keshwar Kamal, amb una reunió de dones a Kabul. L'agost de 2012, un representant de RAWA va ser un orador principal a la convenció anual de Veterans For Peace a la Universitat de Maryland, a College Park.

## Reconeixement
RAWA ha guanyat fins ara 16 premis i reconeixements de tot el món per la seva tasca a favor dels drets humans i la democràcia. Incloent el sisè Asian Human Rights Award - 2001, Premi de drets humans a la llibertat, la igualtat i la fraternitat de la República francesa de l'any 2000, Premi Memorial Emma Humphreys 2001, Dones de l'any de Glamour 2001, 2001 SAIS - Premi Internacional de Periodisme Novartis de la Universitat Johns Hopkins, el Certificat de reconeixement especial del Congrés del Congrés dels Estats Units el 2004, un Doctor honoris causa per la Universitat d’Anvers (Bèlgica) per èxits no acadèmics destacats, i molts altres premis.

## Obres que parlen de RAWA
Al llibre With All Our Strength: The Revolutionary Association of the Women of Afghanistan d'Anne Brodsky, diversos escriptors i activistes de drets humans de renom mundial comparteixen la seva opinió sobre RAWA. Incloent Arundhati Roy, que diu que "cadascuna de nosaltres necessita una mica de RAWA"; Eve Ensler, autora de The Vagina Monologues, suggerí que RAWA havia de ser un model per a tots els grups que treballen per acabar amb la violència; Katha Pollitt, autora de Subjecte a debat: sentit i dissidència sobre les dones, la política i la cultura; Ahmed Rashid, autora de Taliban i Jihad; i Asma Jahangir, relatora especial de les Nacions Unides i destacada activista pels drets de les dones del Pakistan, són dos pakistaneses que escriuen sobre RAWA i expressen el seu suport.